# Наконечний Федір Юхимович
Федір Юхимович Наконечний (нар. 1884, Дорошівка, Ямпільський повіт, Подільська губернія — пом. 28 серпня 1921, Київ) — український громадський та політичний діяч націонал-комуністичного спрямування. У 1921 році уповноважений у закордонних зв'язках Всеукраїнського центрального повстанського комітету.

## Життєпис
Федір Наконечний народився у 1884 році в селі Дорошівка Ямпільського повіту, Подільської губерніяї. Закінчив шість класів місцевої школи, після чого став народним учителем.
Після проголошення незалежності Української Народної Республіки Наконечний працював на посаді діловода Київського губернського управління.
У жовтні 1920 року Федір Юхимович отримав посвідчення штатного урядовця інформаційно-політичного департаменту Міністерства Внутрішніх Справ УНР і повноваження працювати у Катеринославській та Херсонській губерніях, на той час вже окупованих радянськими військами. 28 грудня 1920 року Наконечний приїхав до Києва і у зв'язку із розкриттям та ув'язненням представника МВС на Київщині вирішив залишитися у місті. Під іменем Михайла Волобуєва він улаштувався на роботу у Науковий сільськогосподарський комітет, де у лютому 1921-го організував підпільний гурток з представників української інтелігенції. Члени гуртка ставили перед собою завдання підготовки кадрів для державних органів та установ на випадок повернення Уряду УНР.
18 березня 1921 року у Києві підпільниками було створено Всеукраїнський центральний повстанський комітет на чолі з соціал-революціонером Чепілком. В його задачі входило забезпечення підготовки, початок та розвиток загальноукраїнського повстання проти більшовицького режиму, яке спочатку планувалося підняти 10 травня. ВУЦПК складався з шести головних членів, які утворювали керівний орган. Федір Наконечний став уповноваженим у зовнішніх справах ВУЦПК. Щоб повідомити про створення ВУЦПК Федір Юхимович разом з Іваном Андрухом відправились до Тарнува у Польщі, де Головний Отаман УНР Симон Петлюра наказав перенести дату початку повстання на 28 травня.
Вдруге до Тарнува Наконечний поїхав на початку травня для узгодження обставин повстання та отримання коштів на нього, але повстання знову було відтерміновано. Завдяки зусиллям Андруха та Наконечного ВУЦПК був визнаний вищим військовим і цивільним органом національної влади в Україні, провідником ідей та виконавцем завдань закордонного Повстансько-партизанського штабу УНР, з-за кордону надходили фінанси й директиви щодо ведення національно-визвольної боротьби, агітаційні матеріали та звернення провідників УНР. Наконечний навіть отримав затверджене Головним отаманом і начальником ППШ уповноваження з дорученням об'єднувати повстанські організації і партизанські загони на теренах всієї України, пов'язуючи їх між собою і Головною командою військ УНР.
У травні НК отримала перші відомості про ВУЦПК. 18 червня 1921-го чекісти схопили у Києві одного з членів повстанкому Миколу Комара, який допоміг знайти і схопити 19 червня Федора Наконечного. 28 серпня 1921 року судова колегія НК засудила до страти Наконечного та ще 38 членів Всеукраїнського повстанського комітету.